# Ludovika Wilhelmine von Bayern

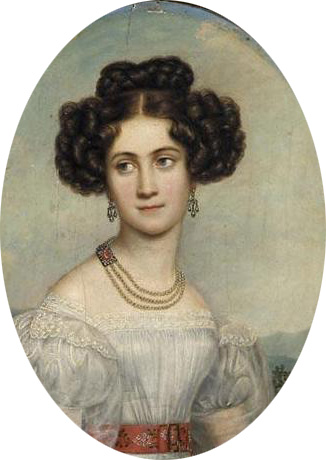
Porträt von Prinzessin Ludovika Wilhelmine, spätere Herzogin in Bayern (Gemälde von Joseph Karl Stieler, um 1828)

Ludovika Wilhelmine Prinzessin von Bayern, verheiratete Herzogin Ludovika in Bayern (* 30. August 1808 in München; † 26. Januar 1892 im Herzog-Max-Palais in München), war eine Tochter des bayerischen Königs Maximilian I. Joseph. Durch ihre Heirat mit Max Joseph in Bayern war sie Herzogin in Bayern. Sie war die Mutter unter anderem der Kaiserin Elisabeth von Österreich-Ungarn („Sisi“) und der letzten Königin beider Sizilien, Marie in Bayern.

## Leben

### Herkunft

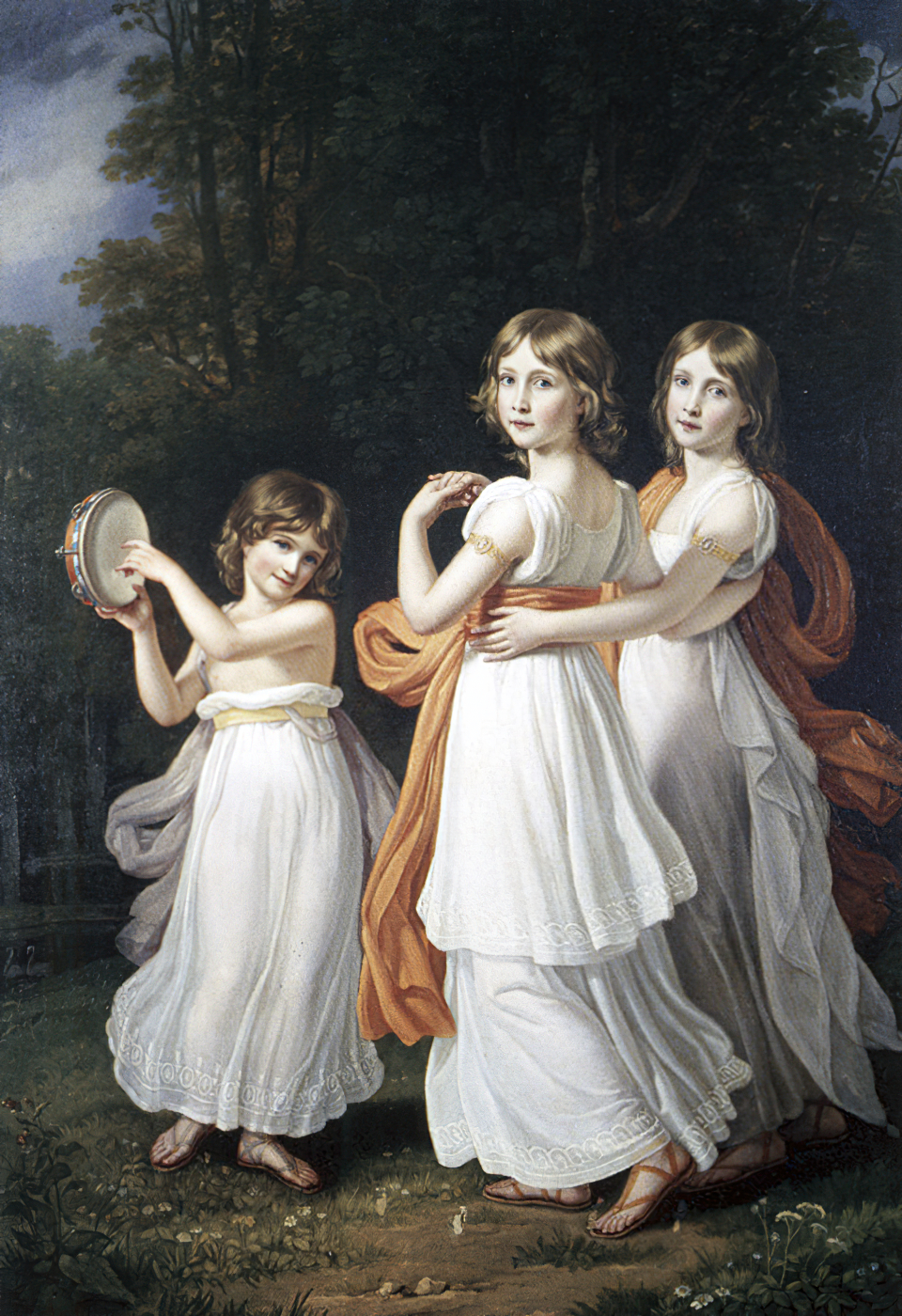
Luise (ganz links), Marie und Sophie, Prinzessinnen von Bayern, auf einer Wiese tanzend (Gemälde von Joseph Karl Stieler)

Prinzessin Ludovika Wilhelmine, genannt Luise, wurde als Tochter von Maximilian I. Joseph (1756–1825), König von Bayern, und seiner zweiten Gemahlin, der Prinzessin Karoline Friederike Wilhelmine (1776–1841), einer Tochter des Erbprinzen Karl Ludwig von Baden und der Prinzessin Amalie Friederike von Hessen-Darmstadt, geboren. Ihre Großeltern väterlicherseits waren der Pfalzgraf Friedrich Michael von Pfalz-Birkenfeld und die Prinzessin Maria Franziska Dorothea von der Pfalz-Sulzbach, die wegen Ehebruchs in ein Kloster verbannt worden war.
Ludovika war die jüngere Schwester von Prinzessin Sophie Friederike, die mit Erzherzog Franz Karl von Österreich die Ehe schloss, aus welcher der spätere Kaiser Franz Joseph I. als Sohn hervorging. Ludovikas Halbbruder war der spätere bayerische König Ludwig I.
Schon im Alter von vier Jahren mussten die Prinzen und Prinzessinnen am Hofleben teilnehmen, unter anderem Theaterbesuche mitmachen, damit sie sich an die Hofetikette gewöhnten. Die Kinder wurden in der Literatur berühmter Klassiker, Geografie und Geschichte unterrichtet und wuchsen zweisprachig mit Deutsch und der Hofsprache Französisch auf. Unter den Lehrern der bayerischen Prinzessinnen befand sich auch der berühmte Philologe Friedrich Thiersch, der 1809 aus Göttingen nach München gekommen war.

### Heirat und Nachkommen

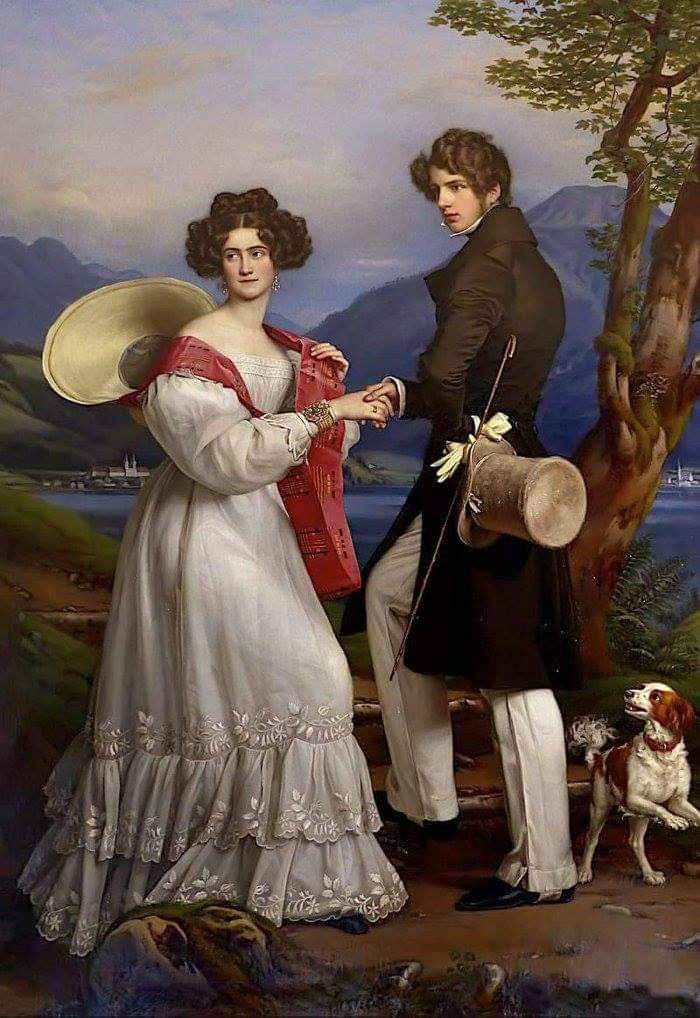
Verlobungsporträt von Prinzessin Ludovika Wilhelmine von Bayern und Herzog Max in Bayern (Gemälde von Joseph Karl Stieler, 1828)

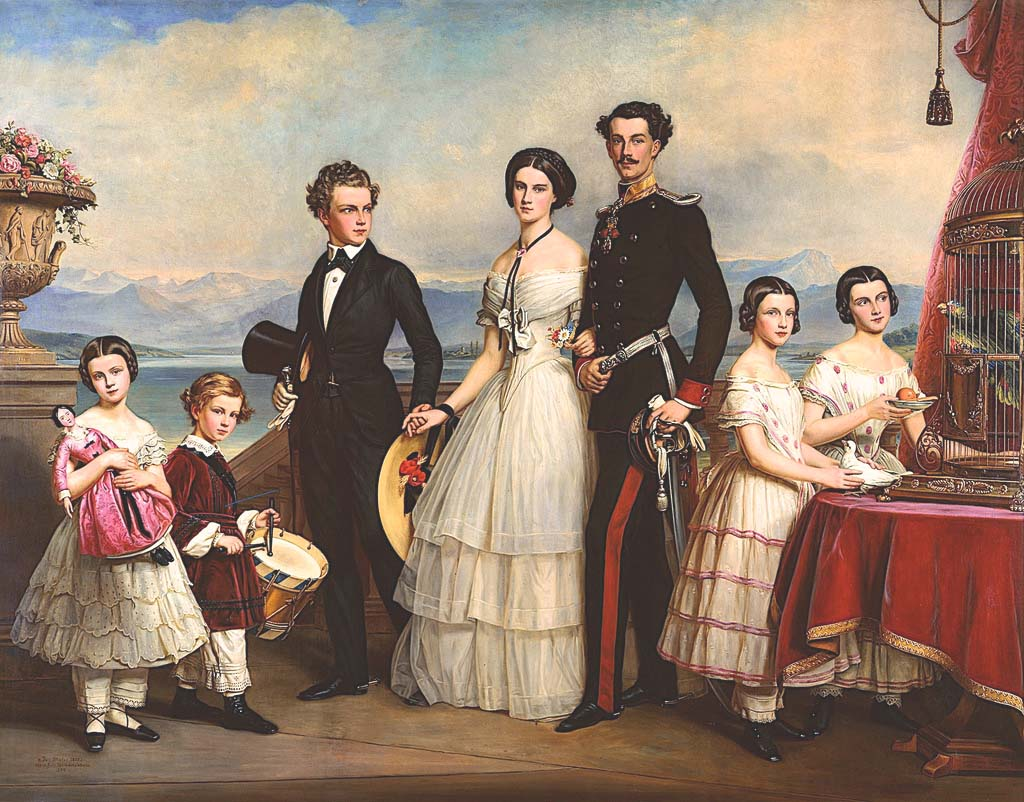
Die Kinder auf der Terrasse von Schloss Possenhofen: Sophie Charlotte, Maximilian Emanuel, Carl Theodor, Helene, Ludwig, Mathilde und Marie (Gemälde von Joseph Karl Stieler, 1854)

Ludovika verliebte sich 1824 in Wien, wo sie sich anlässlich der Hochzeit ihrer Schwester Sophie aufhielt, in Dom Miguel (1802–1866), einen portugiesischen Prinzen aus dem Hause Bragança. Dom Miguel war so angetan von der bayerischen Prinzessin, dass er noch in Wien um ihre Hand anhielt. Ludovikas Vater allerdings lehnte seinen Antrag ab. Möglicherweise lag diese Zurückweisung darin begründet, dass Dom Miguel in Portugal einen Umsturz gegen seinen eigenen Vater angezettelt hatte und sich daher in Wien im Exil befand. Ludovikas Mutter, Königin Karoline von Bayern, bedauerte diese Entwicklung, da es selten sei, „eine so ausgesprochen natürliche Neigung zu finden wie in diesem Fall“. Als Miguel im Jahre 1828 doch noch König von Portugal wurde, hielt er umgehend nochmals um die Hand von Prinzessin Ludovika an. Der Bote mit dem Brief, der an Ludovikas mittlerweile verwitwete Mutter gerichtet war, traf im September 1828 in Tegernsee ein. Fünf Tage zuvor war Prinzessin Ludovika dort bereits mit Herzog Maximilian in Bayern verheiratet worden. Herzog Maximilian war ein Großneffe von König Maximilian I. Joseph, Ludovikas Vater. Man verheimlichte Ludovika den Inhalt des Briefes, da man „das Erwachen einer alten Liebe fürchtete“, wie Ludovikas Schwager, Kronprinz Friedrich Wilhelm von Preußen, an seinen Vater schrieb.
Nachdem ihre jüngste Schwester Maximiliane Josepha Karoline, die dem Herzog Max versprochen war, in jungen Jahren verstorben war, wurde an ihrer Stelle Ludovika gegen ihren Willen als seine Verlobte eingesetzt. Auch Herzog Max war von dieser Verbindung nicht angetan, die ihm ebenso auferlegt worden war, da sie politische Vorteile brachte.
Ludovika und Max heirateten am 9. September 1828 in der Stiftskirche St. Quirinus zu Tegernsee. Während der Hochzeitsfeier soll Ludovika beim Werfen des Brautstraußes einen Fluch ausgesprochen haben: „Dieser Ehe und allem, was daraus hervorgeht, soll der Segen Gottes fehlen bis ans Ende.“ Der Historiker Christian Sepp hat untersucht, woher diese Überlieferung stammt. Erstmals findet sich dieser Fluch in den Memoiren einer der Enkelinnen Ludovikas, der Gräfin Marie Louise von Larisch. Gräfin Larisch stammte aus der Ehe von Ludovikas ältestem Sohn, Herzog Ludwig in Bayern, mit der Schauspielerin Henriette Mendel, die zur Baronin Wallersee erhoben worden war. Marie Louise hatte sich vor dem Suizid des österreichischen Thronfolgers Rudolf 1889, ihres Cousins, für die Unterstützung der Liebelei zwischen Rudolf und Mary Vetsera einspannen lassen und wurde infolgedessen aus dem Familienverband verstoßen. Sie rächte sich später dafür, indem sie mehrere Bücher mit ihren Erinnerungen veröffentlichte. Um mit ihren Werken möglichst viel Geld zu verdienen, erfand sie zahlreiche skurrile Anekdoten, um ihre Familie in einem möglichst düsteren Licht erscheinen zu lassen. Damit ist Ludovikas „Fluch“ mehr als 100 Jahre nach der Hochzeit am Tegernsee erstmals belegt und das durch eine Quelle, die als unglaubwürdig eingestuft werden kann. Darüber hinaus gibt es keine zeitgenössische Quelle, die diesen Fluch belegen würde.
Aus der Ehe gingen zehn Kinder hervor:
- Ludwig Wilhelm (1831–1920), verzichtete auf sein Erstgeborenenrecht

⚭ 1859 (morganatisch) Henriette von Wallersee (1833–1891)
⚭ 1892–1913 (morganatisch) Antonie von Bartolf (1871–1956)
- Wilhelm Karl (1832–1833)
- Helene Karoline Therese, genannt Néné (1834–1890)

⚭ 1858 Erbprinzen Maximilian Anton von Thurn und Taxis (1831–1867)
- Elisabeth Amalie Eugenie, genannt Sisi (1837–1898)

⚭ 1854 Kaiser Franz Joseph I. von Österreich-Ungarn (1830–1916)
- Carl Theodor, genannt Gackel (1839–1909), Herzog in Bayern und bekannter Augenarzt

⚭ 1865 Prinzessin Sophie Marie von Sachsen (1845–1867)
⚭ 1874 Infantin Maria José von Bragança (1857–1943)
- Marie Sophie Amalie (1841–1925)

⚭ 1859 König Franz II. beider Sizilien (1836–1894)
- Mathilde Ludovika, genannt Spatz (1843–1925)

⚭ 1861 Prinz Ludwig von Neapel-Sizilien (1838–1886)
- Totgeburt (*/† 1845)
- Sophie Charlotte Auguste (1847–1897)

⚭ 1868 Ferdinand d’Orléans, duc d’Alençon (1844–1910)
- Maximilian Emanuel in Bayern, genannt Mapperl (1849–1893)

⚭ 1875 Prinzessin Amalie von Sachsen-Coburg und Gotha (1848–1894)

### Eheleben und spätere Jahre

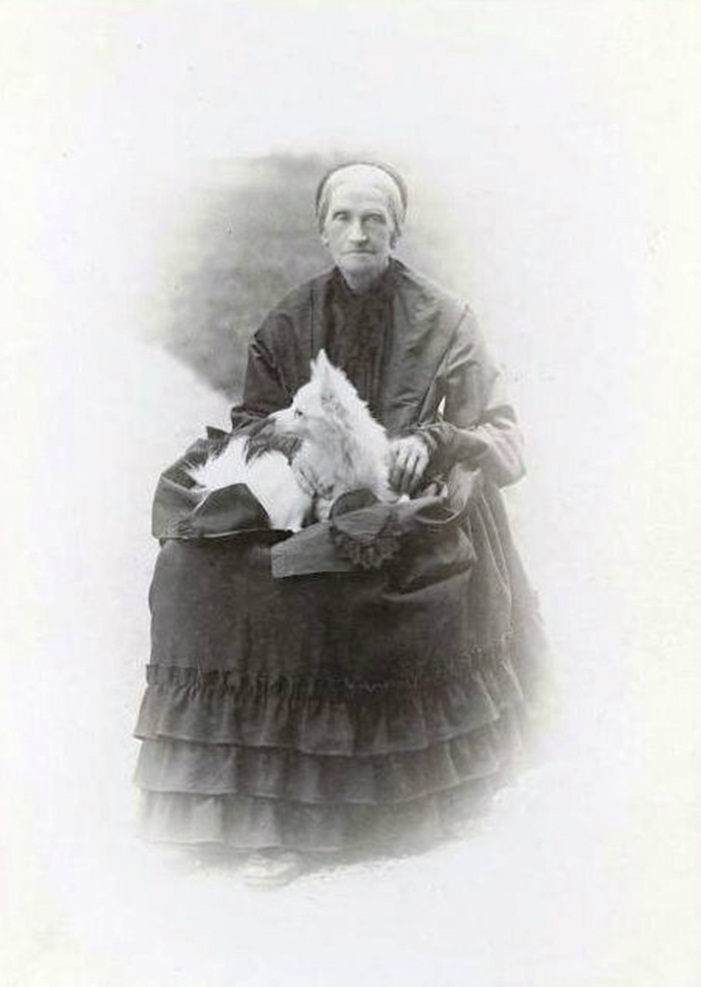
Herzogin-Witwe in Bayern, um 1890

Der konservierte Leichnam von Ludovika, 1892

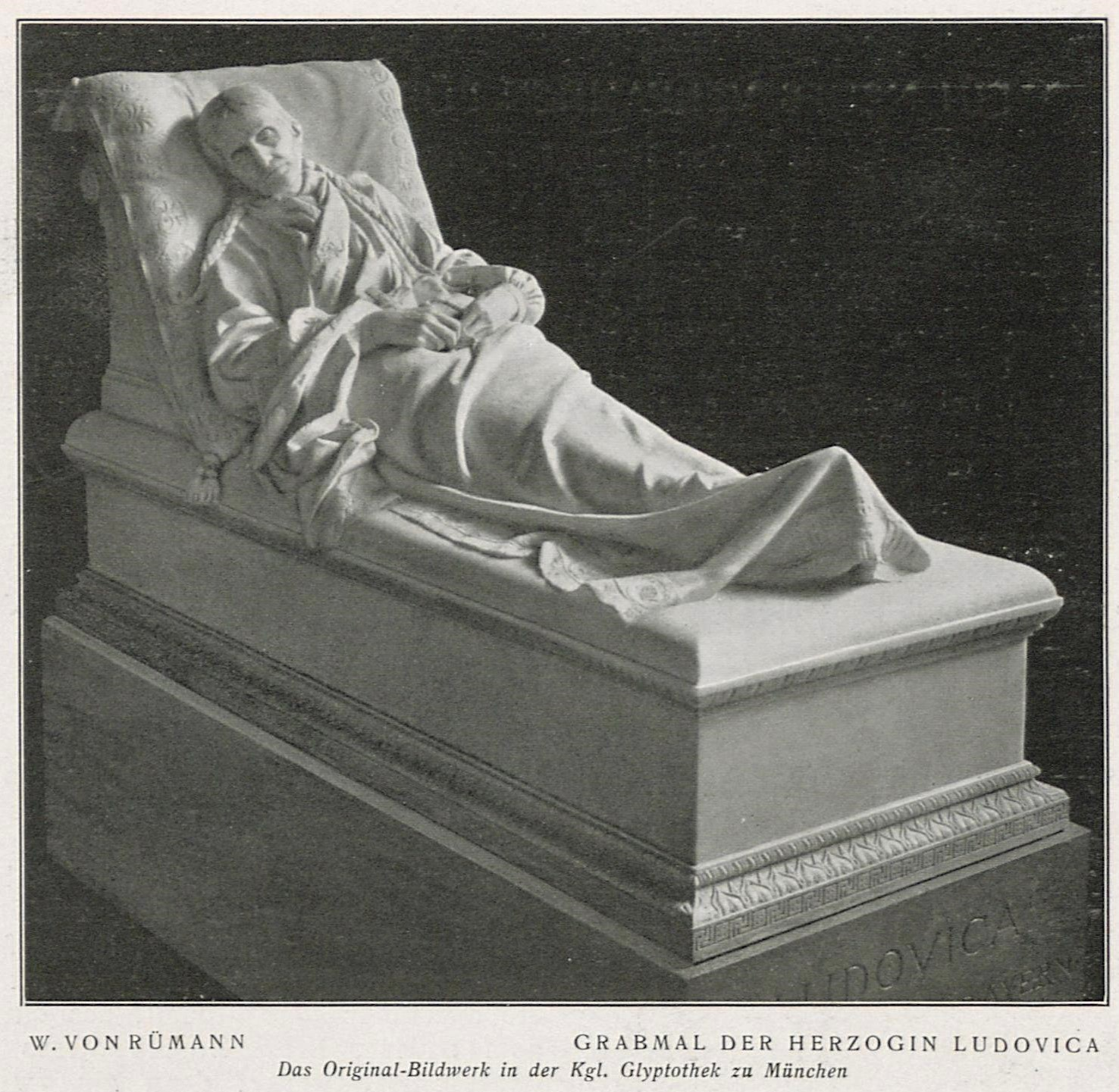
Grabmal von Ludovika in der Familiengruft unter dem Altarraum der Tegernseer Kirche St. Quirin

Die reiche Hinterlassenschaft seiner Mutter, Prinzessin Amalie Luise von Arenberg (1789–1823), zu der unter anderem Besitzungen in Frankreich und ein Palais in Paris gehörten, ermöglichte Herzog Max einen großzügigen Lebensstil. In München errichtete Herzog Max ein Palais an der im Entstehen befindlichen Ludwigstraße, das sogenannte Herzog-Max-Palais. Das von dem Architekten Leo von Klenze erbaute Palais wurde im Oktober 1831 fertiggestellt und im Jahr darauf bezogen, nachdem das Paar aus Italien zurückgekehrt war, wohin man vor der Cholera geflohen war.
Darüber hinaus kaufte Herzog Max im Jahre 1834 die Hofmarken Possenhofen und Garatshausen am Starnberger See. Schloss Possenhofen nutzte die Familie als Sommerresidenz, allerdings verbrachte Herzogin Ludovika hier die meiste Zeit mit den Kindern alleine. Eine Augenzeugin berichtete im August 1844 in einem Brief, dass „die Herzogin mit einem unerkannten Herzen beinahe immer allein für Kinder und Haus sorgt“. Herzog Max hingegen war viel unterwegs, ging 1838 auf große Orientreise und weilte häufig zur Jagd auf Schloss Unterwittelsbach bei Aichach. Die Ehe verlief unglücklich, Ludovika und Max lebten mehr nebeneinanderher als miteinander.
Ihre unglücklich verlaufende Ehe und der Tod ihres zweitgeborenen Sohnes Wilhelm im Alter von nur wenigen Wochen führten Herzogin Ludovika in Bayern Anfang des Jahres 1832 in die „erste ernsthafte Krise ihres Lebens“. Aufgrund von späteren Aussagen, die Ludovika im Alter gegenüber einer ihrer Enkelinnen tätigte, und aufgrund von Beobachtungen von Ludovikas Mutter, die konstatierte, ihre Tochter sei ganz „apathisch“ geworden, kommt der Historiker Christian Sepp zu dem Schluss, dass die Herzogin zu dieser Zeit an einer Depression erkrankt sei.
Während ihr Mann in typisch Wittelsbacher Manier freiheitsliebend und exzentrisch lebte, kümmerte sich Ludovika pflichtbewusst und liebevoll um ihre Kinder. Darüber hinaus ließ sie mit gärtnerischem Enthusiasmus die Landschaft zwischen den beiden Schlössern gestalten und Promenaden entlang der Uferzone anlegen.
Als für ihren Neffen, den jungen Kaiser Franz Joseph, eine Ehefrau gesucht wurde, wurde Ludovikas Tochter Elisabeth ausgesucht. Die Hochzeit fand am 24. April 1854 in der Wiener Augustinerkirche statt.
Herzog Max starb nach zwei Schlaganfällen am 15. November 1888. Viele Menschen erwiesen ihm die letzte Ehre, da der volksnahe Herzog sehr beliebt gewesen war. Im Jahr darauf, 1889, nahm sich ihr Enkelsohn, der damals 30-jährige österreichische Kronprinz Rudolf in seinem Jagdschloss Mayerling das Leben.
Als letztes Mitglied der Familie des ersten bayerischen Königs starb die Herzogin-Witwe Ludovika Wilhelmine in Bayern am 26. Januar 1892 in München im Alter von 83 Jahren an den Folgen einer Bronchitis-Erkrankung. Ihre sterblichen Überreste wurden in der herzoglichen Familiengruft unter dem Altarraum der Tegernseer Kirche St. Quirin – neben ihrem Ehemann – bestattet.

### Charakter
Nach dem frühen Tod ihrer Schwiegertochter Sophie, der ersten Ehefrau ihres Sohnes Karl Theodor, kümmerte sich Herzogin Ludovika um die Erziehung ihrer zur Halbwaisen gewordenen Enkeltochter Amalie genannt „Amélie“. Zwischen Ludovika und ihrer Enkelin entstand dadurch ein enges Vertrauensverhältnis. Zehn Jahre nach dem Tod ihrer Großmutter verfasste Amelie Erinnerungen an ihre Großmutter, in denen sie Herzogin Ludovika wie folgt charakterisiert:

„Großmama war sehr wahrheitsliebend, besah sich die Welt mit offenen Augen und äußerte ihr Urteil über ihre Angehörigen ohne jede Beschönigung. Sie war eher eine nüchterne Natur mit trockenem, altbayrischem Humor, dabei streng religiös, pflichttreu und gewissenhaft bis zur Skrupelhaftigkeit, mit besonderer Liebe ihren Kindern, Enkeln, ihrer Umgebung und ihrer bayrischen Heimat zugethan. […] Sie war in manchen Dingen die große vornehme Dame, konnte endlos Cercle machen liebte es (wenigstens in ihren alten Tagen) Menschen bei sich zu sehen, Konversation zu machen; auch hielt sie ziemlich streng auf Alles, was sich bei Hof schickt. Doch haßte sie auch manchen Zwang, ging gerne viel in die freie Natur hinaus, ohne sich dafür besonders anzukleiden. Noch mit über 80 Jahren ging sie im Sommer stundenlang spazieren. Sie liebte die Bäume, das frische Grün so, dass sie nicht einmal Zweige, welche in die Fußwege hereinhingen, abschneiden lassen wollte. Von ihr haben wir wohl alle die große Liebe zur freien Natur zu Wald und Wiese, zum Aufenthalt in frischer Luft, zu stundenlangen Fußwanderungen. Großmama hielt nichts auf ihr äußeres Aussehen, nichts auf Toilette; da haßt sie allen Zwang. […] Großmama interessierte sich bes[onders] für Geschichte, auch für Geographie und Sternkunde, was Alles ihrer positiven Natur zusagte; auch hatte sie eine große Vorliebe für Uhren und Barometer. Sie war grande-dame aber nicht hochmütig, sah mehr auf die Pflichten als auf die Vorzüge ihrer Stellung, verkehrte leutselig mit jedermann, auch der einfachsten Bäuerin.“

## Titel in verschiedenen Lebensphasen
- 1808–1828 Ihre Königliche Hoheit Prinzessin Ludovika von Bayern
- 1828–1888 Ihre Königliche Hoheit Die Herzogin in Bayern
- 1888–1892 Ihre Königliche Hoheit Die Herzogin-Witwe in Bayern

## Ehrungen
- In München sind die Luisenstraße sowie das Luisengymnasium nach ihr benannt.

## Rezeption

### Spielfilme
In der populären „Sissi“-Filmtrilogie von Ernst Marischka spielte Magda Schneider Herzogin Ludovika in Bayern. Magda Schneider war die Mutter von Romy Schneider, die in jenen Verfilmungen die Sissi spielte. Romy Schneider verkörperte Kaiserin Elisabeth erneut in Viscontis Ludwig II., hier wurde Herzogin Ludovika von Anne-Marie Hanschke gespielt. In dem Historienfilm Sisi von Xaver Schwarzenberger wurde Herzogin Ludovika von der italienischen Schauspielerin Licia Maglietta verkörpert.

### Dokumentarfilme
- Herzogin Ludovika in Bayern. Wer war Sisis Mutter wirklich? (= Folge in der TV-Sendung Zwischen Spessart und Karwendel). 10:37 Min. Ein Film von Peter Solfrank. Deutschland 2020 (Online in der BR Mediathek).